# گونار هاله
گونار هاله (نروژی: Gunnar Halle؛ زادهٔ ۱۱ اوت ۱۹۶۵) یک بازیکن فوتبال اهل نروژ است. از باشگاه هایی که در آن بازی کرده است می توان به لیلستروم، اولدهام اتلتیک، لیدز یونایتد، برادفورد سیتی و 
ولورهمپتون واندررز اشاره کرد. وی همچنین در تیم ملی فوتبال نروژ بازی کرده‌است.